# George Clancy
Pour les articles homonymes, voir Clancy.
George Clancy, né le 12 janvier 1977, est un arbitre international irlandais de rugby à XV.

## Carrière
Il fait partie de l'association des arbitres du Munster. Sa carrière d'arbitre a débuté en 1999.
Clancy a arbitré des matchs de coupe d'Europe depuis 2004, des matchs du championnat du monde des moins de 19 ans en 2005, et du championnat du monde des moins de 21 ans en 2006.
Il a arbitré son premier test match en 2006, il s'agissait d'un match opposant l'Uruguay aux États-Unis.
Clancy a été retenu pour arbitrer le match du Tournoi des six nations 2009 qui oppose la France à l'Écosse.
Il fait partie des dix arbitres retenus pour la Coupe du monde 2011 en Nouvelle-Zélande.
Il fait l'objet de nombreuses polémiques pour ses prises de décision souvent en faveur des anglais, notamment en 2011 lors d'un Angleterre-France (17-9) puis dernièrement en Coupe d'Europe Racing-Northampton[réf. nécessaire].
Il fait partie des douze arbitres retenus pour la Coupe du monde 2015 en Angleterre.